# Bistum Carabayllo

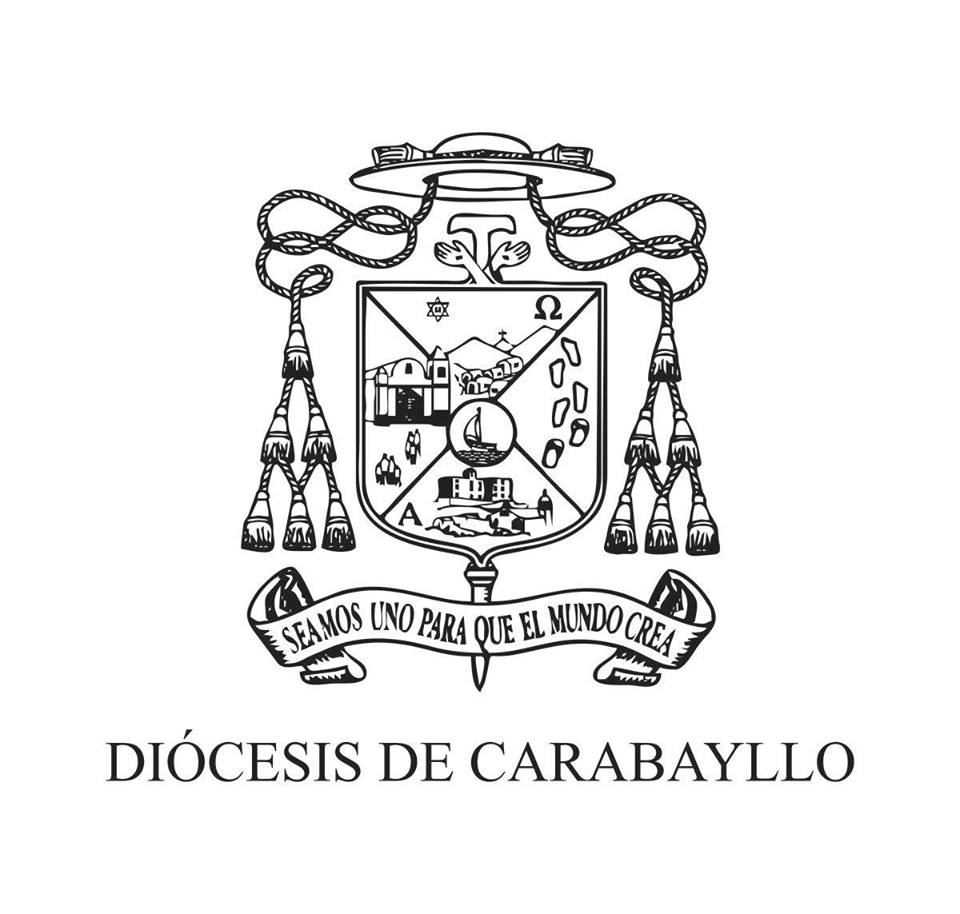
Wappen vom Bistum Carabayllo

Das Bistum Carabayllo (lateinisch Dioecesis Carabaillensis, spanisch Diócesis de Carabayllo) ist ein in Nordperu gelegenes römisch-katholisches Bistum mit Sitz im Stadtbezirk Los Olivos der Hauptstadt Lima.
Das Bistum Carabayllo wurde am 14. Dezember 1996 aus Gebietsabtretungen des Erzbistums Lima errichtet und diesem als Suffraganbistum unterstellt.

## Bischöfe von Carabayllo
- Lino Panizza Richero OFMCap, 1996–2022
- Neri Menor Vargas OFM, seit 2022